# Гершуни, Григорий Викторович
Григорий Викторович Гершуни (21 июля (3 августа) 1905, Минск — 8 октября 1992, Санкт-Петербург) — российский и советский физиолог животных и человека. Доктор биологических наук, доктор медицинских наук, профессор. Член-корреспондент Академии наук СССР (1964) и член-корреспондент Российской академии наук (1991).

## Биография
Родился в семье врача Виктора Осиповича Гершуни (1869—?). Племянник Г. А. Гершуни. После окончания в 1921 г. трудовой минской школы поступил на медицинский факультет Минского госуниверситета, в 1923 г. перевëлся в 1-й Ленинградский медицинский институт. С 1924 г. начал работать на кафедре физиологии института под руководством академика Л. А. Орбели, трудился с которым впоследствии долгие годы. Выполнил ряд исследований по нервно-мышечной физиологии. В 1927 г. окончил учëбу в институте.
В 1927—1932 г. Г. В. Гершуни проводил работы по адаптирующему влиянию симпатической нервной системы на нервно-мышечную функцию и по физиологии органов чувств, главным образом, органов слуха (с 1932 г.). Учëным открыт феномен «электрофонического эффекта», а также метод количественной оценки деятельности органов слуха (объективная аудиометрия), выдвинуто представление об обработке слуховой информации в нервной системе. Г. Гершуни предложил методы диагностики поражений слуховых центров. На электрическом раздражении органа слуха теперь основан принцип восстановления слуховой функции с помощью вживления электродов в периферический отдел слуховой системы у глухих.
С 1931 по 1936 г. Г. Гершуни — преподаватель Военно-медицинской академии им. Кирова.
В 1935 г. без защиты (по совокупности работ) ему была присвоена степень кандидата биологических наук, в 1936 г. защитил диссертацию доктора биологических наук, в том же году Г. Гершуни присуждена степень доктора медицинских наук. С 1939 г. — профессор.
С 1936 г. — старший учёный специалист Института физиологии им. И. П. Павлова Академии наук СССР, заведующий лабораторией физиологии органов чувств, с 1951 г. — руководитель лаборатории физиологии слуха.
Во время Великой Отечественной войны в Казани проводил исследования по влиянию огнестрельных поражений мозга на локализационную функцию, а также комплексное экспериментально-клиническое изучение деятельности сенсорных систем при контузии мозга.
В 1955 году подписал «Письмо трёхсот», ставшее причиной отставки Т. Д. Лысенко с поста президента ВАСХНИЛ.
С начала 1970-х годов научные интересы Г. В. Гершуни были сосредоточены на сравнительной физиологии слуха. В 1971 г. им была организована лаборатория сравнительной физиологии сенсорных систем в Институте эволюционной физиологии и биохимии им. И. М. Сеченова АН СССР.
Многочисленные работы учëного опубликованы в периодической научной печати, а также в сборнике «Механизмы слуха» (1967, под его редакцией), «Сенсорное восприятие» (1985).
Г. В. Гершуни — создатель школы по физиологии слуха. Проводил большую педагогическую деятельность, под его руководством защищено более 10 докторских и около 20 кандидатских диссертаций.
Умер в 1992 г. и похоронен на мемориальном кладбище поселка Комарово под Санкт-Петербургом.

## Награды и премии
- Орден Трудового Красного Знамени (10.06.1945)
- Премия Президиума АН СССР (1944).
- Премия имени И. П. Павлова Академии наук СССР (1949)
- медали